# Invalidepension
Invalidepension (også kaldet invaliderente) er et forsikringsprodukt der kommer til udbetaling hvis en person mister evnen til at arbejde pga. sygdom eller ulykke (bliver invalid).
En typiske invalidepension kommer til udbetaling, hvis der er tale om varigt mister 2/3 af erhvervsevnen i ethvert erhverv. Ofte er der en karensperiode på 3 måneder, hvilket vil sige, at personen ikke må have været på arbejde de sidste 3 måneder.
En del invalidepensioner er udvidet, så de kommer til udbetaling allerede ved tab af halvdelen af erhvervsevnen. De findes både i variationen "halv ved halv" og "hel ved halv". Dvs. enten halv udbetaling ved tab af halvdelen af erhvervsevnen, eller hel udbetaling ved tab af halvdelen af erhvervsevnen.

## Betingelser for tilkendelse af invalidepension
Det er vigtigt at være opmærksom på, at det er alle betingelserne, der skal være opfyldt:

### Varigt tab
Personen skal have mistet erhvervsevnen varigt. Dvs. at læger m.v. skal være enige om, at det er usandsynligt, at personen får sin erhvervsevne igen.
Nogle selskaber tilbyder også udbetaling ved midlertidig invaliditet efter en periode, fx 3 måneder, eller hvis det forventes, at invaliditeten vil blive længerevarende/varig, men det fortsat er usikkert.

### 2/3 af erhvervsevnen
Personen skal ud fra en lægelig og forsikringsmæssig vurdering have mistet 2/3 af erhvervsevnen. Inden førtidspensionsreformen var dette sammenfaldende med kravet for at blive tilkendt mellemste førtidspension fra det offentlige. Dette er ofte et punkt der kan give store diskussioner mellem forsikrede og pensionsselskabet, for hvornår er mennesket syg nok? Opmærksomheden henledes på, at der forekommer en forsikringsmæssig vurdering af erhvervsevnen. Det er således ikke nok, at ens egen læge mener man har mistet 2/3 af erhvervsevnen. Man må normalt max. kunne klare at arbejde op til 12 timer om ugen for at have mistet 2/3 af erhvervsevnen.

### Ethvert erhverv
Erhvervsevnen bliver næsten altid vurderet ud fra "ethvert erhverv". Der tages udgangspunkt i, hvor meget en person af samme alder, uddannelse og landsdel, ville kunne tjene ved andet arbejde. Hvis personen f.eks. er bager og har fået melallergi, hvilket medfører at vedkommende  ikke længere kan arbejde som bager, men derimod kan arbejde i andre erhverv, opfylder personen således ikke betingelserne for at få invalidepension.
Nogle selskaber - primært de såkaldte akademiker-pensionskasser (JØP, Unipension, DIP, m.fl) - har faginvaliditet, hvor der ses på den forsikredes uddannelse og/eller hidtidige erhverv.
Mange kommercielle selskaber vurderer i starten erhvervsevnen ud fra den forsikredes eget fag (faginvaliditet) indtil tilstanden vurderes som varig, hvorefter der ses på ethvert erhverv.

## Førtidspensionsreformen
Efter førtidspensionsreformen hvor det offentlige gik over til at benytte "arbejdsevnebegrebet" er nogle Arbejdsmarkedspensioner gået over til at benytte det samme princip (f.eks. PensionDanmark). Det betyder i praksis, at det er en betingelse for udbetaling af invalidepension, at man bliver tilkendt offentlig førtidspension fra det offentlige.

## Beskatning ved udbetaling
Invalidepension udbetales månedligt så længe betingelserne opfyldes og beskattes som almindelig personlig indkomst.